# Mai Zetterling
Mai Zetterling, née le 24 mai 1925 à Västerås et morte le 17 mars 1994 à Londres, est une actrice, réalisatrice et productrice, scénariste, écrivaine et documentariste suédoise.

## Biographie

### Jeunesse et formation
Mai Elizabeth Zetterling naît en 1925 à Västerås dans une famille modeste, qui émigre en Australie quand elle a quatre ans. Mais la famille revient en Suède au bout de trois ans pour s'établir à Stockholm. 
Mai participe au Théâtre des Enfants de Stockholm, débutant en 1940, à l'âge de 15 ans, dans une pièce de Pär Lagerkvist et poursuit ses études à l'École des élèves du théâtre royal de Stockholm (Dramaten) de 1942 et 1945, et, par la suite, dans le cadre de la troupe permanente de ce théâtre jusqu'en 1947.

### Carrière au cinéma
Elle fait ses débuts au cinéma en 1941 et parvient à attirer l'attention de cinéastes britanniques pour son rôle dans le film Tourments en 1944. En 1947, elle  est invitée par le réalisateur britannique Basil Dearden pour jouer le premier rôle dans le film Frieda, ce qui aboutit à un contrat avec la Rank Organisation.
La même année, elle joue dans Musique dans les ténèbres d'Ingmar Bergman, tourné en Suède, puis revient à Londres ; elle continue sa carrière cinématographique en Grande-Bretagne comme actrice, dans quelque 22 films jusqu'en 1963. Au cours de cette période, elle participe aussi au film américain Un grain de folie (1954) avec Danny Kaye, et à deux films suédois, Ett dockhem (1956) et Lek på regnbågen (1958).
Dans les années 1960, elle oriente sa carrière vers la réalisation, collaborant avec la British Broadcasting Corporation TV (BBC TV) dans plusieurs documentaires au contenu sociologique comme The Polite Invasion (1960) et Little Lords of Egypt (1961). En 1961, également, elle réalise son premier court métrage The War Game.
En 1964, elle réalise son premier long métrage Les Amoureux (Älskande Par) qui est présenté en sélection officielle en compétition au festival de Cannes 1965, et secoue le public par sa crudité,. En 1966, son deuxième long métrage Jeux de nuit (Nattlek), est présenté en sélection officielle en compétition à la Mostra de Venise. Ce film est basé sur un roman écrit par elle-même.
Pendant les décennies de 1970 et de 1980, elle continue à réaliser et à coréaliser des longs métrages, des documentaires et des séries télévisées, écrivant en outre des scénarios pour ses films Scrubbers (1982) et Amorosa (1986).
Elle publie en 1985 son autobiographie, All Those Tomorrows.
En 1986, elle reçoit un prix lors de la Journée du film nordique à Lübeck.
Son dernier film comme réalisatrice est Sunday Pursuit (1990) et, comme actrice, Morfars resa (1993). Elle meurt d'un cancer à son domicile à Londres, en 1994.

### Vie privée
Elle a été mariée à l'acteur et danseur Samuel Tutte Lemkow entre 1944 et 1953, dont elle a eu deux enfants : Louis et Etienne. Elle contracte un second mariage avec l'écrivain David Hughes (en) entre 1958 et 1979.

## Filmographie

### Actrice

#### Cinéma
- 1941 : Lasse-Maja de Gunnar Olsson
- 1943 : Jag dräpte d'Olof Molander
- 1944 : Tourments (Hets) d'Alf Sjöberg et d'Ingmar Bergman
- 1944 : Prins Gustaf de Schamyl Bauman
- 1946 : Driver dagg faller regn de Gustaf Edgren
- 1946 : Iris et le Cœur du lieutenant (Iris och löjtnantshjärta) d'Alf Sjöberg
- 1947 : Frieda de Basil Dearden
- 1948 : Nu börjar livet de Gustaf Molander
- 1948 : Musique dans les ténèbres (Musik i mörker) d'Ingmar Bergman
- 1948 : Le Mystère du camp 27 (Portrait from Life) de Terence Fisher
- 1948 : Quartet de Ralph Smart
- 1949 : The Romantic Age d'Edmond T. Gréville
- 1949 : The Lost People de Bernard Knowles et Muriel Box
- 1949 : Les Amours de Lord Byron (The Bad Lord Byron) de David MacDonald
- 1951 : Blackmailed de Marc Allégret
- 1951 : Hell Is Sold Out de Michael Anderson
- 1952 : L'assassin a de l'humour (The Ringer) de Guy Hamilton
- 1952 : The Tall Headlines de Terence Young
- 1953 : Aventures à Berlin (Desperate Moment) de Compton Bennett
- 1954 : Un grain de folie (Knock on Wood), de Melvin Frank et Norman Panama
- 1954 : Le Démon de la danse (Dance Little Lady) de Val Guest
- 1955 : Hold-up en plein ciel (A Prize of Gold) de Mark Robson
- 1956 : Une maison de poupée (Ett dockhem) d'Anders Henrikson
- 1957 : Pour que les autres vivent (Seven Waves Away) de Richard Sale
- 1957 : The Truth About Women de Muriel Box
- 1958 : Lek på regnbågen de Lars-Eric Kjellgren
- 1959 : Jet Storm de Cy Endfield
- 1960 : Faces in the Dark de David Eady
- 1960 : Piccadilly Third Stop de Wolf Rilla
- 1961 : Un traître à Scotland Yard (Offbeat) de Cliff Owen
- 1962 : On n'y joue qu'à deux (Only Two Can Play) de Sidney Gilliat
- 1962 : Guitares et bagarres (The Main Attraction) de Daniel Petrie
- 1963 : The Bay of St Michel (en) de John Ainsworth
- 1963 : The Man Who Finally Died (en) de Quentin Lawrence (en)
- 1965 : Lianbron de Sven Nykvist
- 1976 : Mon cœur est rouge de Michèle Rosier
- 1987 : Cinématon #923 de Gérard Courant
- 1990 : Secret défense (Hidden Agenda) de Ken Loach
- 1990 : Les Sorcières (The Witches) de Nicolas Roeg
- 1993 : Morfars resa  (autre titre Grandpa's Journey) de Staffan Lamm

#### Télévision
- 1955 : Studio One, premier épisode de la série télévisée (1948-1958)
- 1956 : Armchair Theatre (épisode: Miss Julie),
- 1957 :  Chelsea at Nine (autre titre : Chelsea at Eight, film pour la TV anglaise 1957-1960)
- 1957 : The Errol Flynn Theatre (film pour la TV ; épisodes :  All in the Family,  The Cellini Cup),
- 1958 : My Wife and I (film pour la télévision de la 'Associated-Rediffusion Television),
- 1959 : Interpol Calling (série télévisée UK, épisode Diamond S.O.S.),
- 1959 : Invisible Man, film à épisodes pour la TV, premier épisode The Prize,
- 1959 : The Four Just Men (série télévisée UK, épisode Maya),
- 1959 : The Third Man (film pour la BBC, épisodes : One Kind Word, Castle in Spain),
- 1960 : Danger Man (série télévisée, épisode The Sisters)
- 1962 : The Eleventh Hour (série télévisée américaine de 1962 à1964, épisode There Are Dragons in This Forest),
- 1968 : Jackanory (série de brefs épisodes pour la BBC)
- 1968 : A Touch of Venus (film pour la BBC)

### Réalisatrice

#### Cinéma
- 1962 : Le Jeu de la guerre (The War Game) (court métrage) (+ productrice)
- 1964 : Les Amoureux (Älskande par)
- 1966 : Jeux de nuit (Nattlek)
- 1968 : Docteur Glas (Doktor Glas)
- 1968 : Les Filles (Flickorna)
- 1973 : Les Huit Visions (Visions of Eight), segment The Strongest
- 1976 : Vi har många namn (moyen métrage)
- 1977 : Månen är en grön ost
- 1982 : Love, segments Love From the Market Place, Black Cat in the Black Mouse Socks et The Julia
- 1982 : Scrubbers
- 1986 : Amorosa
- 1986 : Betongmormor (court métrage)
- 1990 : Sunday Pursuit (court métrage)

#### Télévision
- 1961 : Lords of Little Egypt: Mai Zetterling Among the Gypsies (court métrage documentaire)
- 1972 : Omnibus : segment Vincent the Dutchman (série TV documentaire)
- 1985 : Le Voyageur (The Hitchhiker), épisodes Murderous Feelings, Hired Help et And If We Dream (série TV)
- 1989 : Guillaume Tell (Crossbow), épisodes The Children, Forbidden Land et The Wind Wagon (série TV)
- 1990 : Les Cadavres exquis de Patricia Highsmith : L'Amateur de frissons (The Thrill Seeker) (série TV)
- 1992 : Les Cadavres exquis de Patricia Highsmith : The Stuff of Madness (série TV)